# Клаук, Хорст
Хорст Клаук (нем. Horst Klauck; 30 сентября 1931 — до 2004) — немецкий футболист, вратарь. Выступал за сборную Саара.

## Биография
Всю профессиональную карьеру провёл в клубе «Саарбрюккен», за который в период с 1952 по 1959 год сыграл 43 матча в юго-западной зоне немецкой Оберлиги.
Также провёл один матч в составе сборной Саара. 5 июня 1954 года он появился в товарищеской встрече со сборной Уругвая, заменив в перерыве Ладислава Йирасека. Игра завершилась поражением 1:7, что стало крупнейшим поражением в истории Саара, однако сколько голов пропустил каждый из вратарей неизвестно.